# Discoconchoecia discophora
Discoconchoecia discophora är en kräftdjursart som först beskrevs av G. W. Müller 1906.  Discoconchoecia discophora ingår i släktet Discoconchoecia och familjen Halocyprididae.

## Underarter
Arten delas in i följande underarter:
- D. d. discophora
- D. d. capitelonga